# Auseinzelung
Als Auseinzelung bezeichnet man in der Pharmazie die Abgabe von z. B. einzelnen Tabletten durch einen Apotheker, Arzt, Zahnarzt, Tierarzt oder ein Krankenhaus. Dabei werden den üblichen Packungsgrößen einzelne Tabletten nach entsprechender Verordnung entnommen. Die Abgabe solcher Teilmengen dient der Kostenersparnis. In manchen Fällen besteht ein Auseinzelungsverbot.
Für Deutschland schreibt § 14 der Apothekenbetriebsordnung vor, dass die Packungsbeilage beizufügen ist und Name und Anschrift der abgebenden Apotheke anzugeben sind.